# Jean-Éléonore Montanier de Belmont
Jean-Éléonore Montanier de Belmont, né à Seyssel le 10 mars 1756 et mort à Paris le 1er mars 1808, est un prélat français du XIXe siècle.

## Biographie
Il est le fils de Claude Montanier de Belmont et de Benoîte de Constantin de Surjot.
Montanier est grand-vicaire de l'évêché de Nîmes. En 1802, il devient le premier évêque de Saint-Flour après le concordat, avec la charge supplémentaire de l’évêché du Puy, annexé à celui de Saint-Flour. Maladie, il part se faire soigner à Paris où il meurt le 1er mai 1808.
De 1808 à 1820, il y eut une longue vacance du siège épiscopal de Saint-Flour.